# Léon Mba
Pour les articles homonymes, voir Mba.
Ne doit pas être confondu avec Léon Mébiame Mba.
Vous lisez un « article de qualité » labellisé en 2008.
Léon Mba, né le 9 février 1902 à Libreville et mort le 28 novembre 1967 à Paris 16e, est un homme d'État gabonais, premier président de la République gabonaise de 1961 à 1967.
Personnage complexe, Léon Mba est un homme aux multiples facettes. Issu d'une famille Fang, christianisée et francophile, il est intégré dans l'administration coloniale en 1924 comme chef de canton. En 1931, condamné pour malversation, il est exilé loin du Gabon, en Oubangui-Chari.
De retour au Gabon en 1946, son engagement aux côtés des communistes et du RDA de l'Ivoirien Félix Houphouët-Boigny, ne lui vaut guère le soutien de l'administration qui lui préfère le député et résistant Jean-Hilaire Aubame. La donne change lorsque, dans les années 1950, le RDA est lavé de tout soupçon doctrinaire. Il gagne le soutien des puissants forestiers européens, notamment Roland Bru, et devient en 1956 le premier maire élu de Libreville.
En 1957, le Gabon élit pour la première fois un gouvernement. Les Gabonais ont le choix entre Léon Mba, le tribun local, et le député Jean-Hilaire Aubame, proche du Sénégalais Léopold Sedar Senghor. Aubame l'emporte dans les urnes mais s'incline devant Mba qui, par le biais de débauchages à l'assemblée, se porte à la tête du gouvernement. Démocrate en apparence, Léon Mba se révèle dans les faits être un quasi-dictateur. Avant même l'indépendance, il opère des arrestations politiques, restreint les libertés individuelles, arrange les élections, promeut un culte autour de sa personnalité. Pourtant son vœu le plus cher n'est alors pas l'indépendance, mais la départementalisation de son pays, qu'il se voit refuser par le général De Gaulle. Contre son gré, il proclame cette indépendance le 17 août 1960 en sa qualité de Premier ministre.
En 1961, alors qu'il est élu président de la République en tant que candidat unique, une nouvelle constitution lui accorde pratiquement tous les pouvoirs. Son objectif est alors l'instauration du monopartisme lorsqu'en 1964 il est renversé par un coup d'État bénéficiant à son opposant démocrate Jean-Hilaire Aubame. La France, au nom des accords de coopération la liant au Gabon, le ramène militairement au pouvoir. Le Gabon passe sous la tutelle directe de Paris, Mba n'est plus apte à gouverner ; physiquement diminué, paranoïaque, son régime vacille. Son état de santé le force à laisser dès 1965 l'exercice du pouvoir à Albert-Bernard Bongo. Réélu, pour la forme, président en 1967, il meurt le 27 novembre de la même année.

## Origines et jeunesse

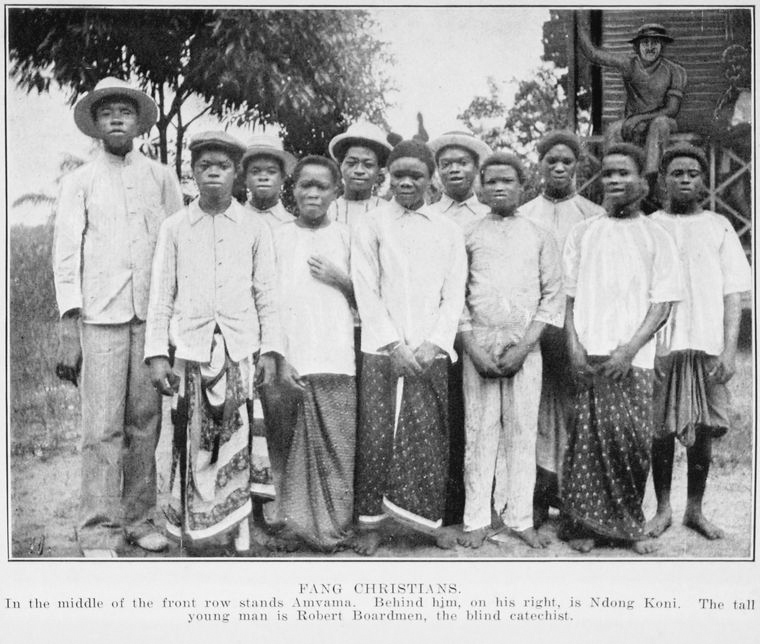
Fangs dans une mission chrétienne vers 1912.

D'ethnie fang, Léon Mba naît le 9 février 1902 à Libreville dans une famille francophile. Son père, Ysidore Minko-Mi-Edang, petit gérant de commerce, aurait été un temps le coiffeur de Pierre Savorgnan de Brazza. Sa mère, Louise Bendome, était couturière. Tous deux sont allés à l'école et furent parmi les premiers couples « évolués » de Libreville. En 1909, il entre au séminaire de Libreville pour ses études. Brillant élève, il y obtient son brevet élémentaire.
À partir de 1920, il devient tour à tour employé de magasin, exploitant forestier, commerçant, puis entre dans l'administration coloniale française comme commis des douanes. S'il donne entière satisfaction à ses supérieurs, Léon Mba les inquiète cependant par « son militantisme en faveur de l'homme noir », plus particulièrement en faveur des Fangs. En septembre 1922, il écrit à Edmond Cadier, lieutenant-gouverneur du Gabon :
« Si d'un côté le devoir fondamental d'instruire les Pahouins concorde par su[r]croît avec les intérêts économiques, militaires et même politiques les plus évidents du Gabon, de l'autre côté leur accroissement en dignité humaine et l'augmentation de leur bien-être matériel, demeurent, Monsieur le Gouverneur, la légitimation première de l'autorité française sur eux ».
Ses remarques dérangent, et il en subit les conséquences en décembre 1922. Ayant commis un délit mineur en fournissant à un collègue des documents falsifiés, il est puni d'une peine de prison au lieu d'une simple amende. Il lui est également reproché sa polygamie et son manque de compréhension des mesures d'hygiène.

## Sous l'administration coloniale

### Le chef de canton
En 1924 (ou 1926), Léon Mba est réhabilité par les autorités coloniales qui le désignent pour remplacer un défunt chef de canton de Libreville. Se revendiquant comme un meneur des jeunes intellectuels de Libreville, il néglige les conseils des anciens Fangs et gagne rapidement une réputation d'homme sévère. Il écrit d'ailleurs dans une lettre :
« Ayant mission de faire respecter l'ordre public et défendre l'intérêt général, je ne souffre pas qu'on transgresse les ordres reçus de l'Autorité que je représente. »
Léon Mba n'a pas une vision idéaliste de son poste ; il le conçoit comme un moyen pour s'enrichir. Ainsi, avec son collègue Ambamany, il utilise le service obligatoire des habitants du canton à des fins personnelles, pour couvrir leurs énormes dépenses. Bien qu'au courant de ces malversations, l'administration coloniale les « ignore ». Toutefois, à partir de 1929, il devient suspect auprès de l'administration qui intercepte une de ses correspondances avec Kouyaté, le secrétaire de la Ligue des droits de l'Homme, accusée d'être une alliée du Kominterm. Malgré cette réputation de pro-communiste, les autorités françaises ne s'opposent pas à sa désignation au poste de chef supérieur de l'Estuaire par ses collègues.
Durant ces années, selon toute vraisemblance, Léon Mba, devient un adepte du Bwiti auquel les Fangs sont tout particulièrement réceptifs. En 1931, des sectateurs du Bwiti sont accusés du meurtre d'une femme dont les restes sont découverts près du marché de Libreville. Accusé de complicité, même si sa participation au crime n'est pas prouvée, Léon Mba est destitué et est condamné à trois ans de prison et dix ans d'interdiction de séjour, pour les détournements d'impôts et les abus commis dans le traitement de la main-d'œuvre locale.

### L'exil en Oubangui-Chari

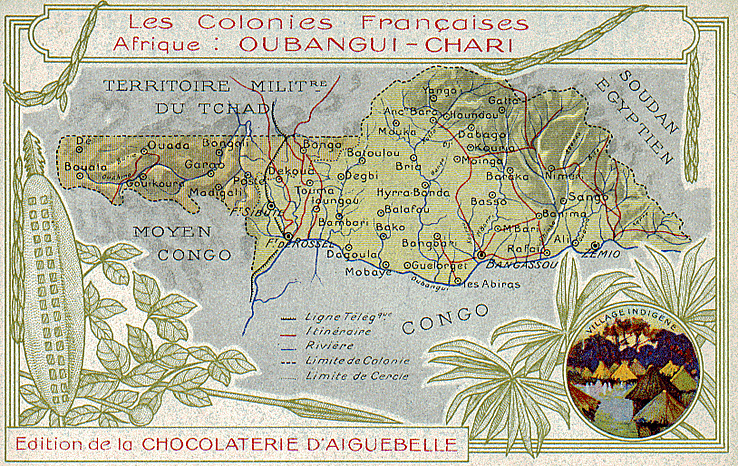
L'Oubangui-Chari.

En détention en Oubangui-Chari,, tout d'abord à Bambari puis à Bria, il continue d'exercer une influence chez les Fangs de sa région d'origine grâce à une correspondance avec ses compatriotes à Libreville. Inquiété par cette situation, le gouverneur-général Antonetti ordonne en 1934, qu'à la fin de sa peine carcérale, il soit placé sous surveillance en Oubangui-Chari.
Il profite de ces années d'exil pour transcrire les usages coutumiers du peuple Fang dans l'Essai de droit coutumier pahouin, qu'il publie en 1938, dans le Bulletin de la société des recherches congolaises. Cet ouvrage devient rapidement la référence obligée des juges coutumiers fangs. En 1939, l'ex-chef indigène est toujours persona non grata au Gabon, comme en témoigne cette lettre du chef de département de l'Estuaire, Assier de Pompignan :
« C'est que Léon M'Ba n'était pas seulement le chef qui s'était approprié pour des besoins personnels les deniers de la colonie. Il jouissait aussi aux yeux de ses congénères d'un prestige considérable qu'il tirait des pratiques de sorcellerie auxquelles il s'adonnait. Comme il était intelligent, il exploitait cette situation pour rançonner les gens qu'il avait charge d'administrer et qui le redoutaient ainsi que la camarilla dont il s'était entouré. Mais il savait, par contre, amadouer les représentants de l'autorité, endormir leur vigilance et capter leur confiance. C'est ce qui explique qu'il ait, des années devant, commis toutes sortes d'exactions sans jamais être autrement inquiété. »
Bien qu'en exil, Léon Mba est employé par les administrateurs locaux. Placé dans des fonctions subalternes et n'exerçant aucun pouvoir propre, il est un employé compétent et précieux. Grâce à des rapports élogieux, il est de nouveau perçu comme un élément indigène fiable sur lequel l'administration coloniale peut compter. En 1942, une réduction de peine lui est accordée.

## L'ascension politique

### Une personnalité politique locale

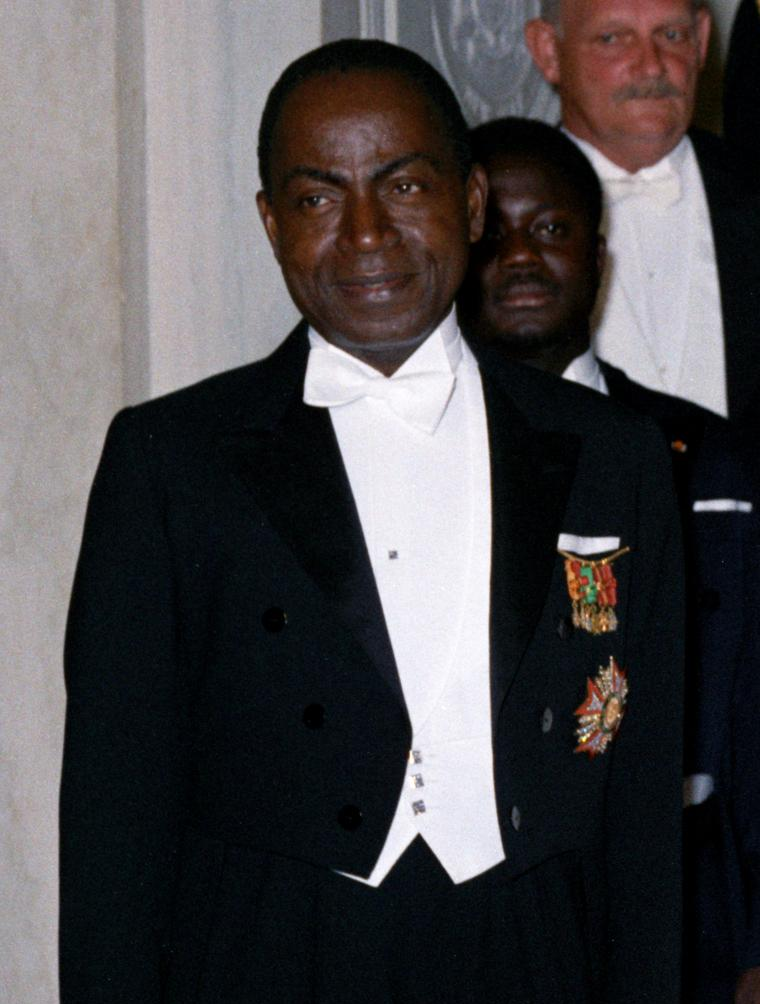
Le président Ivoirien Félix Houphouët-Boigny en 1962.

En 1946, il rentre au Gabon où il est triomphalement accueilli par ses amis. S'il ne réintègre pas ses fonctions de chef de canton, il obtient toutefois un poste important dans la maison de commerce anglaise John Holt. Cette même année, il fonde le Comité mixte gabonais (CMG), un parti politique proche du Rassemblement démocratique africain (RDA), le mouvement interafricain de Félix Houphouët-Boigny. Jouant sur son passé d'ancien exilé et grâce au réseau du Bwiti, il parvient à rassembler autour de lui les Fangs du sud ainsi que certains Myènè. Son but est alors de conquérir les postes administratifs et judiciaires indigènes.
Fort de sa popularité à Libreville, il aspire un certain temps à devenir le chef supérieur de la région grâce au soutien que lui apportent de nombreux notables fangs lors du congrès de Mitzic en 1947. Il se heurte au refus des autorités coloniales. À cause de ses relations avec le RDA, affilié au PCF, Léon Mba fait figure de communiste et de propagandiste dans la colonie, d'autant qu'à son retour d'exil, il aurait participé aux travaux du groupe d'études communistes local. En 1949, l'administration coloniale apprécie peu sa participation au congrès du RDA à Abidjan.
En 1951, en même temps que le RDA rompt avec les communistes, Léon Mba, tout en gardant chez son électorat une image de « révolté », se rapproche de l'administration française. Cette dernière lui préfère cependant son principal opposant, le député Jean-Hilaire Aubame,, qui n'est autre que le fils nourricier de son demi-frère et son ancien protégé. Aux élections législatives du 17 juin 1951, Mba ne recueille que 11 % des suffrages exprimés et Aubame est réélu. Aux élections territoriales de mars 1952, l'Union démocratique et sociale gabonaise (UDSG) d'Aubame remporte 14 des 24 sièges contre 2 pour le CMG qui recueille 57 % des suffrages exprimés à Libreville.

### La conquête du pouvoir et le refus de l'indépendance

Drapeau de la République autonome du Gabon (1959-1960).

Isolé à l'Assemblée territoriale, Mba s'allie avec les colons qui y sont représentés. En août 1953, le CMG fusionne avec le Parti démocratique gabonais (PDG) de Paul Gondjout pour donner naissance au Bloc démocratique gabonais (BDG) ; Gondjout en devient le secrétaire général, Mba l'adjoint. Aux élections législatives du 2 janvier 1956, Léon Mba obtient 36 % des suffrages contre 47 % pour Aubame. Même s'il n'est pas élu, Mba devient une personnalité incontournable du territoire et certaines personnalités de l'UDSG passent de son côté. Lors des élections municipales de 1956, où les listes présentées relèvent du collège unique (Africains et Européens confondus), Léon Mba reçoit le soutien financier des colons, et tout particulièrement celui du forestier Roland Bru. Il remporte la mairie de Libreville avec 65,5 % des suffrages, devenant ainsi le 23 novembre, le premier maire élu de la capitale.
Aux élections territoriales de mars 1957, le BDG arrive une nouvelle fois second, avec 16 sièges sur 40 contre 18 pour l'UDSG. À la suite de retournements, le parti de Mba obtient 21 sièges contre 19 pour celui d'Aubame. Faute de majorité absolue, les deux partis sont contraints de présenter, le 21 mai 1957, une liste commune pour l'élection du gouvernement, au détriment d'Aubame. Le même jour, Léon Mba est nommé vice-président du Conseil du gouvernement. Rapidement, des dissensions apparaissent au sein du gouvernement qui poussent Aubame à faire démissionner ses partisans du gouvernement et à déposer une motion de censure contre le gouvernement. La motion est repoussée par 21 voix contre 19. Face à cette victoire de Mba, de nombreux élus UDSG passent dans la majorité parlementaire, donnant au gouvernement 29 députés sur 40. Bien installé aux affaires, Léon Mba conforte peu à peu son pouvoir.
Après un « oui » massif au référendum sur la Communauté franco-africaine du 28 septembre 1958, le Gabon accède à l'autonomie. En décembre 1958, l'Assemblée vote sa transformation en Assemblée législative, puis promulgue le 19 février 1959 la constitution de la République gabonaise. Le 27 février, Léon Mba est nommé Premier ministre. En novembre 1959, Mba se prononce ouvertement pour la départementalisation du Gabon. Jacques Foccart, le « Monsieur Afrique de l'Élysée », lui fait comprendre que cette solution est impensable. Mba campe sur cette position jusqu'en février 1960. Il envisage également d'adopter pour la République gabonaise le drapeau tricolore de la puissance coloniale qui se serait différencié du drapeau français par l'apposition du dessin de l'arbre national, l'okoumé. Là encore, Foccart refuse.

## À la tête de la République gabonaise

### La mise en place du pouvoir personnel (1960-1964)

#### Un régime autoritaire
Dès juillet 1958, une troisième force politique tente de s'imposer au Gabon : le Parti de l'Unité nationale gabonaise (PUNGA) mené par René Sousatte et Jean-Jacques Boucavel. Après avoir appelé au « non » lors du référendum de 1958, le PUNGA organise plusieurs manifestations, soutenues par l'UDSG, afin d'obtenir l'indépendance et la tenue de nouvelles élections législatives. En mars 1960, alors que l'indépendance a déjà été accordée par la France, Mba fait interdire par le Conseil des ministres le PUNGA puisque son objectif avoué est atteint. Puis il lance un mandat d'arrêt contre René Sousatte sous prétexte qu'il comploterait et des perquisitions ont lieu au domicile de membres de l'UDSG, soupçonnés de complicité. Intimidés, trois députés UDSG rejoignent la majorité gouvernementale qui comprend de ce fait 32 députés sur 40. Les 27 et 28 mai, l'Assemblée adopte une série de lois restreignant les libertés individuelles ; désormais les réunions publiques sont soumises à une réglementation, et tout acte considéré comme subversif est répréhensible.
Pourtant, Léon Mba aspire à l'instauration d'un régime démocratique, condition nécessaire selon lui pour le développement du pays et pour attirer des investissements. Il tente ainsi de concilier les impératifs de la démocratie et la nécessité d'une activité gouvernementale ferme et cohérente. Mais son régime est sujet à de nombreuses dérives. Un culte de la personnalité, se développe progressivement autour de celui qu'on appelle désormais « le vieux » ou « le patron » ; des disques chantent ses louanges, des timbres et pagnes sont imprimés à son effigie. Par ailleurs, les scrutins sont organisés de telle manière que le BDG l'emporte forcément, comme en témoignent les élections des « conseils de district » du 19 juin 1960.
La situation ne s'arrange guère après que l'indépendance a été proclamée le 17 août. En septembre suivant, alors que le gouvernement prépare la nouvelle constitution, une opiniâtre opposition contre Mba se profile à l'Assemblée nationale et au sein du parti gouvernemental. Une partie des militants, menés par le président de l'Assemblée nationale, Paul Gondjout, suivis par les députés UDSG, rejettent le projet gouvernemental de constitution présidentielle. Finalement, le 4 novembre 1960, une constitution de type parlementaire est adoptée. Mis en minorité, le Premier ministre demande l'aide financière de Paris afin d'acheter des députés pour 13 à 15 millions de francs CFA.
L'incident clos, Léon Mba décide alors de satisfaire l'opinion publique gabonaise, en renvoyant, le 10 novembre, les membres européens du gouvernement. Sont concernés les ministres de l'Intérieur, Édouard Duhaut, de la Production forestière, Pierre Mariani, ainsi que celui de la Santé, Maurice Jourdan. Cette décision n'élimine pas pour autant les Européens du pouvoir qui, grâce à un système de corruption généralisée instauré par Roland Bru, gardent leur influence sur les affaires internes du Gabon. En revanche, ce remaniement provoque une nouvelle crise au sein de la majorité. Il s'est fait sans consultation du Parlement, ce qui est une violation de la constitution. Paul Gondjout, pourtant allié de Mba, dépose une motion de censure, espérant sans doute bénéficier d'un partage du pouvoir à son avantage, c'est-à-dire l'instauration d'un parlement fort et d'un Premier ministre disposant de l'exécutif. Outré, Mba réagit de manière répressive. Le 16 novembre, sous prétexte d'un complot, il décrète l'état d'urgence, ordonne illégalement — malgré leur immunité parlementaire — l'internement de huit de ses adversaires au sein du BDG, dont Gondjout. Le lendemain, il dissout l'Assemblée nationale. Les électeurs sont appelés à voter de nouveau le 12 février 1961.

#### L'«hyperprésident» du Gabon
Le 4 décembre 1960, Léon Mba est élu au poste de secrétaire général du BDG à la place de Gondjout. Il se tourne vers l'opposition pour renforcer sa position ; il forme avec Aubame une liste d'Union nationale, suffisamment équilibrée pour plaire aux électeurs, bien qu'elle se fasse au détriment du leader de l'opposition. Afin d'optimiser au mieux sa victoire, Mba rend le vote obligatoire tandis que le dépôt obligatoire pour chaque candidat est porté à 100 000 francs CFA, décourageant ainsi les candidatures. Ainsi, le 12 février, la liste d'Union nationale remporte 99,75 % des suffrages. Le même jour, Léon Mba est élu en tant que candidat unique à la présidence de la République Gabonaise. En remerciement de son aide, Aubame est nommé ministre des Affaires étrangères à la place d'André Gustave Anguilé.
Le 21 février 1961, l'adoption d'une nouvelle constitution instaure un régime qualifié d'« hyperprésidentiel ». Le président de la république, chef du gouvernement, nomme les ministres dont il détermine librement les fonctions et qui ne sont responsables que devant lui seul. Un rapport des services secrets français résume la nouvelle situation de la façon suivante :
« Se voulant et se croyant sincèrement démocrate, au point qu'aucune accusation ne l'irrite davantage que celle d'être un dictateur, il n'en a pas moins eu de cesse qu'il n'ait fait voter une constitution lui accordant pratiquement tous les pouvoirs et réduisant le parlement au rôle d'un décor coûteux que l'on escamote même en cas de besoin. »
Quoi que, de 1961 à 1963, l'Union nationale permette aux deux rivaux de faire taire leurs querelles, un malaise politique naît au sein de la population, d'autant que de nombreux étudiants sont emprisonnés lors de manifestations de contestation. En février 1961, Mba décrète de nouveau l'internement d'une vingtaine de personnes. Par ailleurs, le président n'hésite pas à se faire justice lui-même ; il frappe, à l'aide d'une chicotte, les citoyens qui lui manquent de respect, notamment les passants qui « oublient » de le saluer.
Le 9 février 1963, le président gracie les personnalités arrêtées en novembre 1960. Le 19 du même mois, c'est la rupture avec Aubame ; le ministre des Affaires étrangères refuse d'instituer le monopartisme en sabordant son parti. En réaction à cet affront, tous les ministres UDSG sont démis, à l'exception de François Meye qui se rallie à Mba. Le président explique alors que « L'Union nationale n'a pas à être construite, elle existe en fait. »
Souhaitant éloigner de l'arène politique son ancien ministre redevenu son grand rival, il nomme Aubame, le 25 février, président de la Cour suprême. Par la suite, sous le prétexte d'une incompatibilité de cette fonction avec celle de parlementaire, Mba réclame sa démission de l'Assemblée. Aubame résout le problème en démissionnant de son poste de président de la Cour suprême, contrariant ainsi les plans de Mba. Face à des rapports tendus entre le gouvernement et l'Assemblée nationale, bien que celle-ci soit acquise à 70 % par le BDG, le président gabonais la dissout le 21 janvier 1964. L'opposition annonce dès lors son refus de participer au futur scrutin qu'elle ne considère pas comme équitable.

### La tentative de coup d'État du 18 février 1964

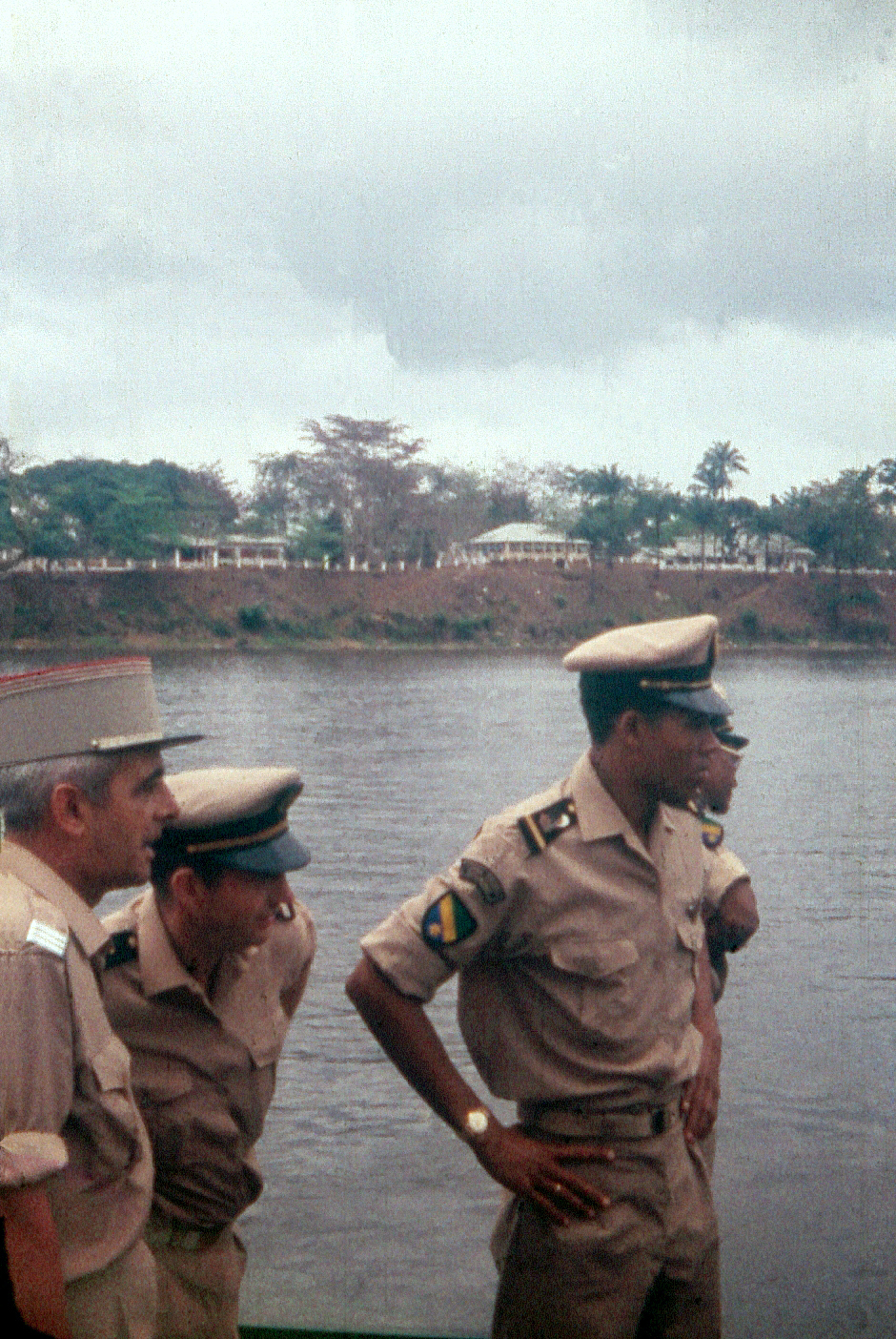
Officiers français et gabonais en 1959.

Dans la nuit du 17 au 18 février 1964, aux environs de cinq heures du matin, 150 militaires gabonais dirigés par les lieutenants Jacques Mombo et Valère Essone, arrêtent le président Léon Mba, le président de l'Assemblée nationale Louis Bigman, et plusieurs ministres. Les militaires annoncent à la radio au peuple gabonais le coup d'État et demandent à l'assistance technique française de ne pas s'immiscer. Léon Mba est obligé de prononcer une allocution radiodiffusée où il reconnaît sa défaite :
« Le jour J est arrivé, les injustices ont dépassé la mesure, ce peuple est patient, mais sa patience a des limites… il est arrivé à bout. »
Durant ces évènements, aucun coup de feu n'est tiré. Le peuple ne réagit pas, signe selon les militaires de l'approbation du putsch. Un gouvernement provisoire est constitué, et sa présidence est offerte à son grand rival Jean-Hilaire Aubame. Il n'est composé que de personnalités politiques civiles, provenant aussi bien de l'UDSG que du BDG comme Paul Gondjout. Quant aux putschistes, ils se contentent d'assurer la sécurité civile. D'ailleurs, toute la petite armée gabonaise n'est pas intervenue dans le coup d'État ; encadrée en majorité par des officiers français, elle est restée dans ses casernes.
Des instructions sont données pour que Léon Mba soit transféré à Njolé, fief électoral de Aubame. Mais du fait de violentes pluies, le président déchu est amené à Lambaréné, à 250 kilomètres de Libreville. Le nouveau chef du gouvernement, Aubame, prend rapidement contact avec l'ambassadeur français, Paul Cousseran, afin de lui assurer que les biens des ressortissants étrangers seront protégés et éviter ainsi toute intervention militaire.
Mais à Paris, le général de Gaulle et Jacques Foccart en ont décidé autrement. En effet, Mba était un des plus fidèles alliés de la France en Afrique ; en visite en France en 1961, il avait affirmé :
« Tout Gabonais a deux patries : la France et le Gabon. »
Les autorités françaises décident donc, en conformité avec des accords franco-gabonais signés, de rétablir le gouvernement légal. Toutefois, l'intervention ne peut être déclenchée sans une requête officielle du chef d'État gabonais. Léon Mba étant constitutionnellement « empêché », les Français font appel au vice-président gabonais, Paul Marie Yembit, qui n'avait pas été arrêté. Mais celui-ci reste introuvable ; il est donc décidé de rédiger une lettre anti-datée qu'Yembit signerait plus tard. Ainsi, dans la nuit du 18 au 19, les troupes françaises de Dakar et Brazzaville débarquent à Libreville et rétablissent Mba au pouvoir. Les combats ont fait un mort du côté français, et 15 à 25 du côté gabonais.

### Sous la tutelle directe de Paris (1964-1967)

#### Restauration et radicalisation
Réinstallé au pouvoir, Léon Mba refuse de considérer que le coup d'État était dirigé contre lui et son régime. Pour lui, il s'agissait d'un complot contre l'État. Rapidement pourtant, des manifestations anti-gouvernementales ont lieu avec des slogans comme « Léon Mba, président des Français ! » ou réclamant la fin de la « dictature ». Elles se solidarisent avec Aubame lorsque le 23 mars, il est inculpé. Bien que certainement innocent des préparatifs du coup d'État, ce dernier est condamné à l'issue d'un procès, à 10 ans de travaux forcés et 10 ans d'interdiction de séjour.
Malgré ces évènements, les élections législatives d'avril 1964, prévues avant le putsch, sont maintenues. L'opposition se voit privée de ses grandes figures, empêchées de participer au scrutin du fait de leur compromission dans le putsch. L'UDSG disparaît de la course électorale et l'opposition n'est composée que de partis sans envergure nationale, défendant la démocratie ou des intérêts régionaux. Cette dernière remporte toutefois, dans un scrutin de liste majoritaire à un tour, 46 % des suffrages et 16 sièges sur 47, tandis que le BDG reçoit 54 % des suffrages et 31 sièges. Mais les signes de fraude sont nombreux et tout laisse à penser que l'opposition aurait dû remporter l'élection.

La situation ne s'améliore pas pour autant. Le 8 octobre 1964, l'ambassade américaine à Libreville rapporte que le 

« règne de terreur » qui avait débuté vers le 23 septembre continue sans diminuer. Des signes de troubles sont évidents et le peuple manifeste son mécontentement devant les mesures répressives de Mba. Hier, un groupe de prisonniers politiques a été promené nu à travers la ville et publiquement battu avec des clubs de golf et des crosses de fusils. À la session d'ouverture de l'Assemblée, deux députés ont été arrêtés et la police en recherche un troisième. »

On assiste ainsi à une radicalisation du régime, Léon Mba ne s'étant jamais remis du putsch. Pour le rassurer, une garde présidentielle, véritable troupe d'élite, est formée par un ancien officier de renseignement français, Bob Maloubier.
Les pétroliers, installés dans le pays depuis 1957, avaient renforcé leurs intérêts en 1962 après la découverte et l'exploitation des premiers gisements off-shore. Le Gabon devient une pièce majeure dans l'approvisionnement pétrolier de la France. Leur influence est telle que le PDG de l'Union générale des pétroles (UGP devenu en 1967 ELF Aquitaine), Pierre Guillaumat, prend part à la décision de l'intervention militaire. D'ailleurs, le pétrolier gaulliste, Guy Ponsaillé, est nommé, par la suite, conseiller politique du président et devient le représentant des entreprises françaises auprès de Mba. Mais le président gabonais a peur ; il reste cloitré dans son palais présidentiel surprotégé. Ponsaillé parvient à le modérer dans ses décisions et le convainc de l'accompagner dans les provinces du pays afin de restaurer son image auprès des Gabonais.
Quant aux ambassadeurs Français, Paul Cousseran et Américain, Charles Darlington, soupçonnés de sympathie envers Aubame, ils quittent le Gabon peu de temps après les évènements. Le nouvel ambassadeur de France est François Simon de Quirielle, un « diplomate traditionnel », bien décidé à ne pas interférer dans les affaires intérieures gabonaises. Au bout de quelques mois de malentendus, Léon Mba contacte Foccart pour lui dire qu'il ne supporte plus cet ambassadeur :

« Vous vous rendez compte, explose le président gabonais, je reçois de Quirielle pour faire un tour d'horizon avec lui. Je lui demande ce qu'il pense de tel ministre [gabonais], de telle question qui est à l'ordre du jour [de la politique intérieure du Gabon]. Devinez ce qu'il me réplique ! Monsieur le président, je suis désolé, les fonctions que j'occupe m'interdisent d'intervenir comme vous me le demandez dans les affaires de votre pays. »

À la suite de cet incident, Foccart fait nommer en mai 1965 à Libreville, « un colonialiste », Maurice Delauney, qui s'installe tel un véritable haut-commissaire. En étroites relations avec Foccart, les français qui entourent, formant le « clan des Gabonais », protègent et conseillent le président Mba et s'assurent surtout que les intérêts à long terme de la France soient protégés. Les anciens amis de Léon Mba, les « forestiers », n'auront alors plus jamais l'influence qu'ils ont pu avoir ; Roland Bru est même invité par Paris à ne plus retourner au Gabon.

#### Succession et postérité

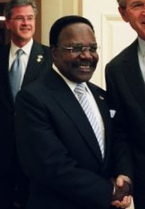
Omar Bongo en 2004.

Dès 1965, la Françafrique cherche un successeur à Léon Mba, vieillissant et malade. Elle le trouve en la personne d'Albert-Bernard Bongo, jeune chef de cabinet du président. Ce dernier est personnellement « testé » par le général de Gaulle en 1965, lors d'une visite à l'Élysée. Confirmé comme successeur, Bongo est nommé le 24 septembre 1965 ministre délégué à la présidence, mais occupe dans les faits les fonctions d'un Premier ministre.
En août 1966, Léon Mba est hospitalisé à Paris et ne retournera plus au Gabon. Malgré son incapacité à gouverner, le président s'accroche au pouvoir ; ce n'est qu'après de longues insistances de Foccart, qu'il accepte, le 14 novembre 1966, de nommer Albert Bongo à la place de Yembit, par un message radiotélévisé, enregistré dans sa chambre de l'hôpital Claude-Bernard à Paris. Le 20 février 1967, une réforme constitutionnelle légitime le poste de vice président à Bongo. Les préparatifs de la succession sont finalisés le 19 mars 1967, par des élections présidentielles et législatives anticipées. Aucun opposant n'ose se présenter, Léon Mba est réélu avec 99,90 % des suffrages tandis que le BDG remporte tous les sièges de l'Assemblée. Après s'être déplacé tant bien que mal à son ambassade pour prêter serment sur la constitution, il meurt des suites de son cancer le 28 novembre 1967 à l'hôpital Claude-Bernard . Tel que le prévoit la modification constitutionnelle Albert-Bernard Bongo lui succède à la présidence.

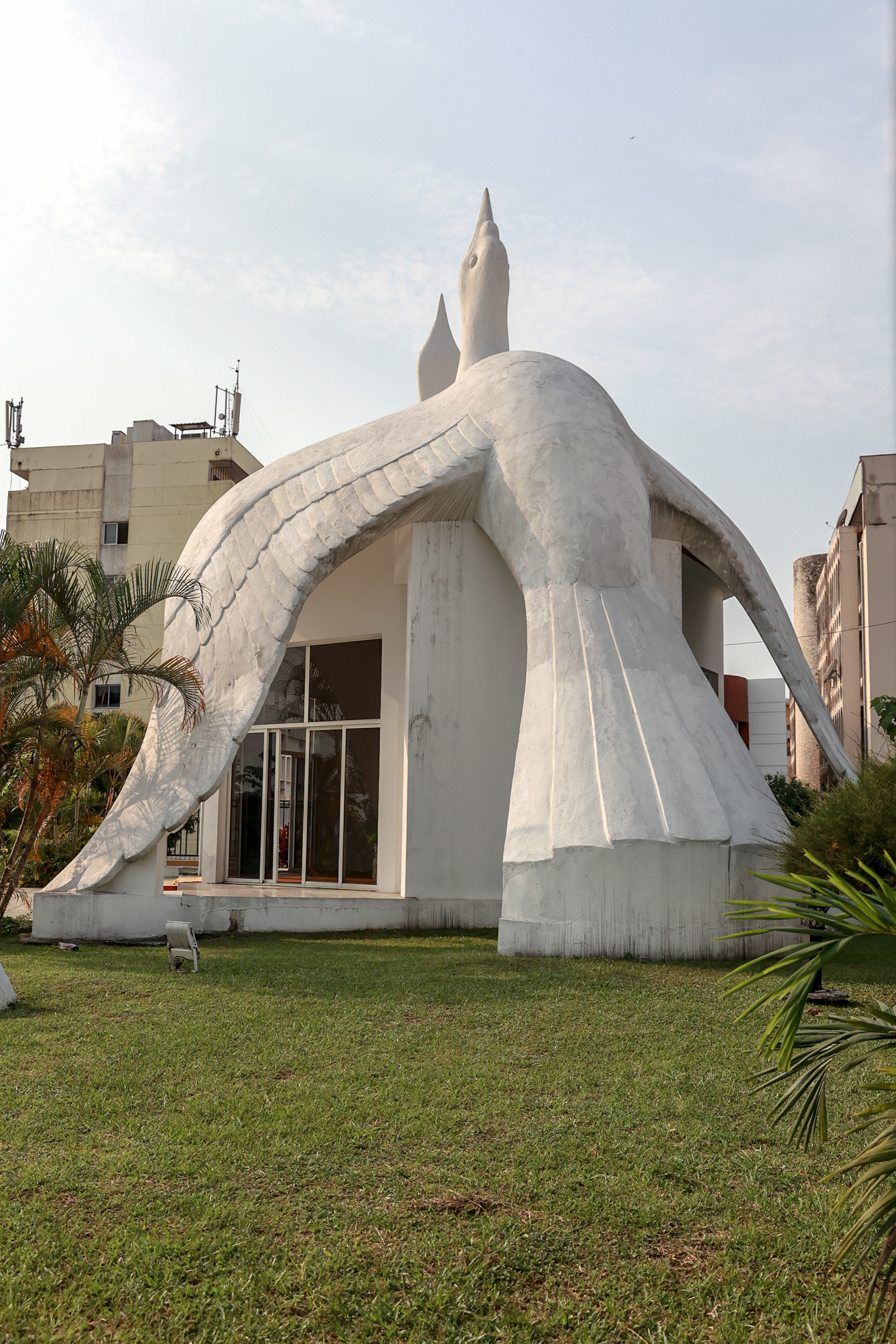
Le mémorial Léon Mba à Libreville.

En reconnaissance des soins qu'il a reçu, le président Léon Mba a souhaité offrir à la France un institut de médecine et d'épidémiologie appliquée. Inclut dans l'hôpital Claude Bernard à Paris, cet institut, qui porte le nom d'Institut de Médecine et d'Épidémiologie Appliquée (IMEA), Fondation Internationale Léon Mba, est créé en 1968. Au Gabon, plusieurs bâtiments portent son nom, tels l'aéroport international Léon Mba, le palais Léon Mba, siège de l'Assemblée nationale, le lycée national Léon Mba, etc. À l'occasion du 40e anniversaire de sa disparition, le président Omar Bongo Ondimba inaugure, le 28 novembre 2007 à Libreville, un mausolée dédié à la mémoire de celui qui fut son parrain politique.

## Distinctions et décorations
- Grand-croix de l'ordre national du Dahomey (1963)[96].